# سام ستيفنز
سام ستيفنز (بالإنجليزية: Sam Stevens)‏ (2 ديسمبر 1935 في المملكة المتحدة - ) هو لاعب كرة قدم بريطاني في مركز نصف الجناح. لعب مع نادي ساوثهامبتون ونادي أردريونيانز وEastleigh F.C. ‏ ونادي أندوفر ‏ ونادي بول تاون وPortals Athletic F.C. ‏ ونادي كوينز بارك.